# 拉康镇
拉康镇，是中华人民共和国西藏自治区山南市洛扎县下辖的一个乡镇级行政单位。

## 行政区划
拉康镇下辖以下地区：
拉康社区、杜鲁社区和门切社区。